# アルティコロ・トレントゥーノ
アルティコロ・トレントゥーノ (Articolo 31) は、1990年に結成したイタリア・ミラノ出身、J-Ax（本名、アレッサンドロ・アレオッティ）とDJ Jad（本名、ヴィト・ルカ・ペッリーニ）から成る2人組のヒップ・ホップバンドである。2006年から活動休止中。

## ディスコグラフィー

### アルバム
- Strade di città (1993年)
- Messa di vespiri (1994年)
- Così com'è (1996年)
- Nessuno (1998年)
- Xché sì (1999年)
- Greatest Hits (2000年)（ベストアルバム）
- Domani smetto (2002年)
- Italiano medio (2003年)
- La Riconquista del Forum (2005年)